# Тихоокеанський ракетний полігон «Баркінг-Сенд»
Тихоокеанський ракетний полігон «Баркінг-Сенд» (англ. Pacific Missile Range Facility (PMRF) (IATA: BKH, ICAO: PHBK, FAA ідент. місц.: BKH) — діюча військова інсталяція Військово-морських сил США, військовий полігон та аеропорт США, розташований за 9 км на північний захід від центрального ділового району Кекага, в окрузі Кауаї, Гаваї.
PMRF є найбільшим у світі багатофункціональним полігоном для випробувань і тестувань ракет різного типу, класу та призначення. Збройні сили США та їхні підрядники віддають перевагу його відносній ізоляції, ідеальному цілорічному тропічному клімату та навколишньому середовищу, що значно ускладнює розвідувальні дії супротивника. Це єдиний полігон у світі, де підводні човни, надводні кораблі, літаки та космічні апарати можуть працювати та відстежуватися одночасно. Полігон має площу понад 2800 км2, облаштованого підводного простору та понад 109 000 км2 контрольованого повітряного простору. Сама база охоплює приблизно 2385 акрів (965 га).
На території бази розташована злітно-посадкова смуга завдовжки 1800 м з експлуатаційними та технічними приміщеннями. На базі є близько 70 житлових приміщень і різноманітні рекреаційні об'єкти для працівників бази та тих, хто навчається.
Також до структури ракетного полігона входять допоміжні об'єкти в Порт-Алені, на хребті Макаха і в державному парку Кок'є. База також використовує частину сусіднього острова Ніїхау для дистанційно керованого радара спостереження APS-134, майданчика для відновлення випробувальних транспортних засобів площею 1100 акрів (450 га), майданчика радіоелектронної боротьби «Перч», кількох портативних тренажерів радіоелектронної боротьби і тренувального курсу з польотів на місцевості на гелікоптерах.
У 1962 році американські військовики провели випробування «Фрегат Берд» у рамках програми «Домінік» поблизу PMRF. Військові запустили балістичну ракету оперативно-тактичного класу з бойовою частиною з підводного човна «Етен Аллен», який перебував поблизу ракетного полігона. Ядерна боєголовка полетіла в напрямку острова Різдва і вибухнула в повітрі на висоті 3400 м.
В даний час ВМС США використовують полігон PMRF для випробування технології «влучання на ураження», яка передбачає пряме зіткнення протиракети з ціллю. Це знищує ціль, використовуючи лише кінетичну енергію від сили зіткнення. Дві програми Агентства протиракетної оборони США, які наразі використовують полігон PMRF, — це система протиракетної оборони ВМС США «Іджіс» і система оборони висотних районів армії «Термінал» (англ. Terminal High Altitude Area Defense System, або THAAD). Програма THAAD перенесла свої випробування з ракетного полігона «Вайт Сендс» в Нью-Мексико і провела свою першу демонстрацію на PMRF 26 січня 2007 року.